# Grand Prix automobile de Mosport 2018
Navigation
Édition précédente Édition suivante
La 38e édition du Grand Prix de Mosport 2018 (officiellement appelé le 2018 Mobil 1 SportsCar Grand Prix) a été une course de voitures de sport organisée sur le Canadian Tire Motorsport Park en Ontario, au Canada, qui s'est déroulée du 5 juillet 2018 au 8 juillet 2018. Il s'agissait de la septième manche du championnat United SportsCar Championship 2018 et toutes les catégories de voitures du championnat ont participé à la course. .

## Circuit
Le Canadian Tire Motorsport Park, plus connu sous le nom de Mosport est un circuit automobile situé au nord de Bowmanville en Ontario (Canada). Le complexe comprend un circuit routier de 3,96 km, une piste ovale asphaltée d'un demi mille (0,8 km) pour les courses de stock-car (le Mosport Speedway), et un circuit de karting de 1,4 km (le Mosport International Karting).
Le nom « Mosport » est la contraction de « motor » et « sport ».
En 2012, à la suite d'une entente de partenariat avec Canadian Tire, le complexe est rebaptisé « Canadian Tire Motorsport Park ».

## Engagés
La liste officielle des engagés était composée de 32 voitures, dont 13 en Prototypes, 8 en Grand Touring Le Mans et 11 en Grand Touring Daytona.

## Qualifications
| Pos. | Classe | N°  | Équipe                                 | Pilote               | Temps          | Tours |
| ---- | ------ | --- | -------------------------------------- | -------------------- | -------------- | ----- |
| 1    | P      | 54  | CORE Autosport                         | Colin Braun          | 1 min 06 s 315 | 5     |
| 2    | P      | 6   | Acura Team Penske                      | Dane Cameron         | 1 min 06 s 540 | 4     |
| 3    | P      | 85  | JDC Miller Motorsports                 | Robert Alon          | 1 min 06 s 841 | 4     |
| 4    | P      | 10  | Konica Minolta Cadillac DPi-V.R        | Renger van der Zande | 1 min 07 s 093 | 4     |
| 5    | P      | 55  | Mazda Team Joest                       | Jonathan Bomarito    | 1 min 07 s 109 | 10    |
| 6    | P      | 7   | Acura Team Penske                      | Hélio Castroneves    | 1 min 07 s 272 | 5     |
| 7    | P      | 52  | AFS/PR1 Mathiasen Motorsports          | Sebastián Saavedra   | 1 min 07 s 276 | 12    |
| 8    | P      | 22  | Tequila Patrón ESM                     | Ryan Dalziel         | 1 min 07 s 524 | 4     |
| 9    | P      | 77  | Mazda Team Joest                       | Tristan Nunez        | 1 min 07 s 684 | 13    |
| 10   | P      | 99  | JDC Miller Motorsports                 | Mikhail Goikhberg    | 1 min 07 s 827 | 10    |
| 11   | P      | 5   | Mustang Sampling Racing                | Christian Fittipaldi | 1 min 08 s 009 | 10    |
| 12   | P      | 31  | Whelen Engineering Racing              | Eric Curran          | 1 min 08 s 168 | 4     |
| 13   | GTLM   | 911 | Porsche GT Team                        | Nick Tandy           | 1 min 13 s 517 | 6     |
| 14   | GTLM   | 67  | Ford Chip Ganassi Racing               | Ryan Briscoe         | 1 min 13 s 831 | 7     |
| 15   | GTLM   | 3   | Corvette Racing                        | Jan Magnussen        | 1 min 13 s 934 | 8     |
| 16   | GTLM   | 912 | Porsche GT Team                        | Laurens Vanthoor     | 1 min 13 s 955 | 6     |
| 17   | GTLM   | 4   | Corvette Racing                        | Oliver Gavin         | 1 min 14 s 080 | 6     |
| 18   | GTLM   | 24  | BMW Team RLL                           | Jesse Krohn          | 1 min 14 s 100 | 7     |
| 19   | GTLM   | 25  | BMW Team RLL                           | Alexander Sims       | 1 min 14 s 213 | 4     |
| 20   | GTLM   | 66  | Ford Chip Ganassi Racing               | Joey Hand            | 1 min 14 s 228 | 3     |
| 21   | GTD    | 15  | 3GT Racing                             | Jack Hawksworth      | 1 min 15 s 581 | 3     |
| 22   | GTD    | 14  | 3GT Racing                             | Dominik Baumann      | 1 min 16 s 020 | 5     |
| 23   | GTD    | 48  | Paul Miller Racing                     | Bryan Sellers        | 1 min 16 s 386 | 6     |
| 24   | GTD    | 33  | Mercedes-AMG Team Riley Motorsports    | Ben Keating          | 1 min 16 s 417 | 5     |
| 25   | GTD    | 16  | Wright Motorsports                     | Michael Schein       | 1 min 16 s 545 | 4     |
| 26   | GTD    | 86  | Meyer Shank Racing avec Curb Agajanian | Álvaro Parente       | 1 min 16 s 554 | 6     |
| 27   | GTD    | 96  | Turner Motorsport                      | Robby Foley          | 1 min 16 s 707 | 7     |
| 28   | GTD    | 58  | Wright Motorsports                     | Christina Nielsen    | 1 min 16 s 887 | 6     |
| 29   | GTD    | 63  | Scuderia Corsa                         | Cooper MacNeil       | 1 min 17 s 027 | 5     |
| 30   | GTD    | 93  | Meyer Shank Racing avec Curb Agajanian | Justin Marks         | 1 min 17 s 603 | 4     |
| 31   | GTD    | 44  | Magnus Racing                          | John Potter          | 1 min 17 s 610 | 6     |
| 32   | P      | 38  | Performance Tech Motorsports           | pas de temps         | pas de temps   |       |

## Course

### Classement de la course
- Les vainqueurs de chaque catégorie sont signalés par un fond jauni.
- Pour la colonne Pneus, il faut passer le curseur au-dessus du modèle pour connaître le manufacturier de pneumatiques.

| Pos | Classe | no  | Écurie                                 | Pilotes                                  | Châssis                        | Pneus | Tours | Temps               |
| Pos | Classe | no  | Écurie                                 | Pilotes                                  | Moteur                         | Pneus | Tours | Temps               |
| --- | ------ | --- | -------------------------------------- | ---------------------------------------- | ------------------------------ | ----- | ----- | ------------------- |
| 1   | P      | 54  | CORE Autosport                         | Jon Bennett Colin Braun                  | Oreca 07                       | C     | 116   | 2 h 40 min 32 s 557 |
| 1   | P      | 54  | CORE Autosport                         | Jon Bennett Colin Braun                  | Gibson GK428 4,2 l V8 Atmo     | C     | 116   | 2 h 40 min 32 s 557 |
| 2   | P      | 10  | Konica Minolta Cadillac DPi-V.R        | Jordan Taylor Renger van der Zande       | Cadillac DPi-V.R               | C     | 116   | + 3 s 431           |
| 2   | P      | 10  | Konica Minolta Cadillac DPi-V.R        | Jordan Taylor Renger van der Zande       | Cadillac 5,5 l V8 Atmo         | C     | 116   | + 3 s 431           |
| 3   | P      | 31  | Whelen Engineering Racing              | Eric Curran Felipe Nasr                  | Cadillac DPi-V.R               | C     | 116   | + 4 s 666           |
| 3   | P      | 31  | Whelen Engineering Racing              | Eric Curran Felipe Nasr                  | Cadillac 5,5 l V8 Atmo         | C     | 116   | + 4 s 666           |
| 4   | P      | 5   | Mustang Sampling Racing                | Filipe Albuquerque Christian Fittipaldi  | Cadillac DPi-V.R               | C     | 116   | + 6 s 657           |
| 4   | P      | 5   | Mustang Sampling Racing                | Filipe Albuquerque Christian Fittipaldi  | Cadillac 5,5 l V8 Atmo         | C     | 116   | + 6 s 657           |
| 5   | P      | 7   | Acura Team Penske                      | Hélio Castroneves Ricky Taylor           | Acura ARX-05                   | C     | 116   | + 6 s 836           |
| 5   | P      | 7   | Acura Team Penske                      | Hélio Castroneves Ricky Taylor           | Acura AR35TT 3,5 l V6 Turbo    | C     | 116   | + 6 s 836           |
| 6   | P      | 77  | Mazda Team Joest                       | Oliver Jarvis Tristan Nunez              | Mazda RT24-P                   | C     | 116   | + 9 s 453           |
| 6   | P      | 77  | Mazda Team Joest                       | Oliver Jarvis Tristan Nunez              | Mazda MZ-2.0T 2,0 l I4 Turbo   | C     | 116   | + 9 s 453           |
| 7   | P      | 99  | JDC Miller Motorsports                 | Mikhail Goikhberg Stephen Simpson        | Oreca 07                       | C     | 116   | + 11 s 194          |
| 7   | P      | 99  | JDC Miller Motorsports                 | Mikhail Goikhberg Stephen Simpson        | Gibson GK428 4,2 l V8 Atmo     | C     | 116   | + 11 s 194          |
| 8   | P      | 85  | JDC Miller Motorsports                 | Robert Alon Simon Trummer                | Oreca 07                       | C     | 116   | + 11 s 835          |
| 8   | P      | 85  | JDC Miller Motorsports                 | Robert Alon Simon Trummer                | Gibson GK428 4,2 l V8 Atmo     | C     | 116   | + 11 s 835          |
| 9   | P      | 52  | AFS/PR1 Mathiasen Motorsports          | Sebastián Saavedra Gustavo Yacamán       | Ligier JS P217                 | C     | 114   | + 2 tours           |
| 9   | P      | 52  | AFS/PR1 Mathiasen Motorsports          | Sebastián Saavedra Gustavo Yacamán       | Gibson GK428 4,2 l V8 Atmo     | C     | 114   | + 2 tours           |
| 10  | GTLM   | 67  | Ford Chip Ganassi Racing               | Ryan Briscoe Richard Westbrook           | Ford GT                        | M     | 112   | + 4 tours           |
| 10  | GTLM   | 67  | Ford Chip Ganassi Racing               | Ryan Briscoe Richard Westbrook           | Ford EcoBoost 3.5 L V6 Turbo   | M     | 112   | + 4 tours           |
| 11  | GTLM   | 3   | Corvette Racing                        | Antonio García Jan Magnussen             | Chevrolet Corvette C7.R        | M     | 112   | + 4 tours           |
| 11  | GTLM   | 3   | Corvette Racing                        | Antonio García Jan Magnussen             | Chevrolet LT 5,5 l V8 Atmo     | M     | 112   | + 4 tours           |
| 12  | GTLM   | 4   | Corvette Racing                        | Oliver Gavin Tommy Milner                | Chevrolet Corvette C7.R        | M     | 112   | + 4 tours           |
| 12  | GTLM   | 4   | Corvette Racing                        | Oliver Gavin Tommy Milner                | Chevrolet LT 5,5 l V8 Atmo     | M     | 112   | + 4 tours           |
| 13  | GTLM   | 911 | Porsche GT Team                        | Patrick Pilet Nick Tandy                 | Porsche 911 RSR                | M     | 112   | + 4 tours           |
| 13  | GTLM   | 911 | Porsche GT Team                        | Patrick Pilet Nick Tandy                 | Porsche 4,0 l Flat-6 Atmo      | M     | 112   | + 4 tours           |
| 14  | GTLM   | 66  | Ford Chip Ganassi Racing               | Joey Hand Dirk Müller                    | Ford GT                        | M     | 112   | + 4 tours           |
| 14  | GTLM   | 66  | Ford Chip Ganassi Racing               | Joey Hand Dirk Müller                    | Ford EcoBoost 3.5 L V6 Turbo   | M     | 112   | + 4 tours           |
| 15  | GTLM   | 912 | Porsche GT Team                        | Earl Bamber Laurens Vanthoor             | Porsche 911 RSR                | M     | 112   | + 4 tous            |
| 15  | GTLM   | 912 | Porsche GT Team                        | Earl Bamber Laurens Vanthoor             | Porsche 4,0 l Flat-6 Atmo      | M     | 112   | + 4 tous            |
| 16  | GTLM   | 25  | BMW Team RLL                           | Connor De Phillippi Alexander Sims       | BMW M8 GTE                     | M     | 112   | + 4 tours           |
| 16  | GTLM   | 25  | BMW Team RLL                           | Connor De Phillippi Alexander Sims       | BMW S63 4.0 L V8 Bi-Turbo      | M     | 112   | + 4 tours           |
| 17  | P      | 6   | Acura Team Penske                      | Dane Cameron Juan Pablo Montoya          | Acura ARX-05                   | C     | 111   | + 5 tours           |
| 17  | P      | 6   | Acura Team Penske                      | Dane Cameron Juan Pablo Montoya          | Acura AR35TT 3,5 l V6 Turbo    | C     | 111   | + 5 tours           |
| 18  | GTD    | 33  | Mercedes-AMG Team Riley Motorsports    | Jeroen Bleekemolen Ben Keating           | Mercedes-AMG GT3               | C     | 107   | + 9 tours           |
| 18  | GTD    | 33  | Mercedes-AMG Team Riley Motorsports    | Jeroen Bleekemolen Ben Keating           | Mercedes-AMG M159 6.2 L V8     | C     | 107   | + 9 tours           |
| 19  | GTD    | 14  | 3GT Racing                             | Dominik Baumann Kyle Marcelli            | Lexus RC F GT3                 | C     | 107   | + 9 tours           |
| 19  | GTD    | 14  | 3GT Racing                             | Dominik Baumann Kyle Marcelli            | Lexus 5.0 L V8                 | C     | 107   | + 9 tours           |
| 20  | GTD    | 44  | Magnus Racing                          | Andy Lally John Potter                   | Audi R8 LMS                    | C     | 107   | + 9 tours           |
| 20  | GTD    | 44  | Magnus Racing                          | Andy Lally John Potter                   | Audi 5.2 L V10                 | C     | 107   | + 9 tours           |
| 21  | GTD    | 48  | Paul Miller Racing                     | Bryan Sellers Madison Snow               | Lamborghini Huracán GT3        | C     | 107   | + 9 tours           |
| 21  | GTD    | 48  | Paul Miller Racing                     | Bryan Sellers Madison Snow               | Lamborghini 5.2 L V10          | C     | 107   | + 9 tours           |
| 22  | GTD    | 86  | Meyer Shank Racing avec Curb Agajanian | Katherine Legge Álvaro Parente           | Acura NSX GT3                  | C     | 107   | + 9 tours           |
| 22  | GTD    | 86  | Meyer Shank Racing avec Curb Agajanian | Katherine Legge Álvaro Parente           | Acura 3.5 L V6 Turbo           | C     | 107   | + 9 tours           |
| 23  | GTD    | 93  | Meyer Shank Racing avec Curb Agajanian | Lawson Aschenbach Justin Marks           | Acura NSX GT3                  | C     | 107   | + 9 tours           |
| 23  | GTD    | 93  | Meyer Shank Racing avec Curb Agajanian | Lawson Aschenbach Justin Marks           | Acura 3.5 L V6 Turbo           | C     | 107   | + 9 tours           |
| 24  | GTD    | 15  | 3GT Racing                             | Jack Hawksworth David Heinemeier Hansson | Lexus RC F GT3                 | C     | 107   | + 9 tours           |
| 24  | GTD    | 15  | 3GT Racing                             | Jack Hawksworth David Heinemeier Hansson | Lexus 5.0 L V8                 | C     | 107   | + 9 tours           |
| 25  | P      | 55  | Mazda Team Joest                       | Jonathan Bomarito Harry Tincknell        | Mazda RT24-P                   | C     | 106   | Abd                 |
| 25  | P      | 55  | Mazda Team Joest                       | Jonathan Bomarito Harry Tincknell        | Mazda MZ-2.0T 2.0 L I4 Turbo   | C     | 106   | Abd                 |
| 26  | GTD    | 63  | Scuderia Corsa                         | Cooper MacNeil Jeff Segal                | Ferrari 488 GT3                | C     | 106   | + 10 tours          |
| 26  | GTD    | 63  | Scuderia Corsa                         | Cooper MacNeil Jeff Segal                | Ferrari F154CB 3.9 L V8 Turbo  | C     | 106   | + 10 tours          |
| 27  | GTD    | 58  | Wright Motorsports                     | Patrick Long Christina Nielsen           | Porsche 911 GT3 R              | C     | 106   | + 10 tours          |
| 27  | GTD    | 58  | Wright Motorsports                     | Patrick Long Christina Nielsen           | Porsche 4.0 L Flat-6           | C     | 106   | + 10 tours          |
| 28  | GTD    | 16  | Wright Motorsports                     | Michael Schein Wolf Henzler              | Porsche 911 GT3 R              | C     | 73    | Abd                 |
| 28  | GTD    | 16  | Wright Motorsports                     | Michael Schein Wolf Henzler              | Porsche 4.0 L Flat-6           | C     | 73    | Abd                 |
| 29  | GTD    | 96  | Turner Motorsport                      | Robby Foley Bill Auberlen                | BMW M6 GT3                     | C     | 63    | Abd                 |
| 29  | GTD    | 96  | Turner Motorsport                      | Robby Foley Bill Auberlen                | BMW 4.4 L V8 Turbo             | C     | 63    | Abd                 |
| 30  | GTLM   | 24  | BMW Team RLL                           | John Edwards Jesse Krohn                 | BMW M8 GTE                     | M     | 61    | Abd                 |
| 30  | GTLM   | 24  | BMW Team RLL                           | John Edwards Jesse Krohn                 | BMW S63 4.0 L V8 Bi-Turbo      | M     | 61    | Abd                 |
| 31  | GTD    | 22  | Tequila Patrón ESM                     | Pipo Derani Ryan Dalziel                 | Nissan Onroak DPi              | C     | 45    | Abd                 |
| 31  | GTD    | 22  | Tequila Patrón ESM                     | Pipo Derani Ryan Dalziel                 | Nissan VR38DETT 3,8 l V6 Turbo | C     | 45    | Abd                 |
| 32  | P      | 38  | Performance Tech Motorsports           | James French Kyle Masson                 | Oreca 07                       | C     |       | Np                  |
| 32  | P      | 38  | Performance Tech Motorsports           | James French Kyle Masson                 | Gibson GK428 4,2 l V8 Atmo     | C     |       | Np                  |

## Pole position et record du tour
- Pole position :  Colin Braun (#54 CORE Autosport) en 1 min 06 s 315
- Meilleur tour en course :  Dane Cameron (#6 Acura Team Penske) en 1 min 07 s 259

## Tours en tête
- #6 Acura ARX-05 - Acura Team Penske : 35 tours (1-35)[4]
- #10 Cadillac DPi-V.R - Konica Minolta Cadillac DPi-V.R : 71 tours (36-88 / 91-108)
- #31 Cadillac DPi-V.R - Whelen Engineering Racing : 2 tours (89-90)
- #54 Oreca 07 - CORE Autosport : 8 tours (109-116)

## À noter
- Longueur du circuit : 2,459 miles
- Distance parcourue par les vainqueurs : 285,244 miles